# Willem Frederik Golterman
Willem Frederik Golterman ('s-Gravenhage, 14 juni 1898 – Amsterdam, 28 juli 1990) was een Nederlands Doopsgezind theoloog en liturgiewetenschapper. 
Golterman was afkomstig uit een hervormd gezin. Zijn vader was evenwel organist bij de doopsgezinde gemeente in Den Haag. In 1919 werd hij door de doopsgezinde predikant G. Wuite gedoopt. 
W.F. Golterman was van 1918 tot 1930 werkzaam bij de Raad van Arbeid. Sinds 1929 studeerde hij theologie aan de Rijksuniversiteit Leiden en het Doopsgezind Seminarium. Hij promoveerde in 1942 bij prof. dr. Nicolaas Westendorp Boerma (UvA) op De Godsdienstwijsbegeerte van S. Hoekstra Bz.
Hij onderging als theoloog de invloed van Karl Barth. Op liturgisch gebied werd hij beïnvloed door de godsdienstwetenschapper Gerardus van der Leeuw. Invloed van de laatste is vooral aanwijsbaar in Goltermans boek Liturgiek (1951). Golterman was een overtuigd oecumenicus en wilde een nieuwe liturgie voor de doopsgezinde gemeenten die aansloot bij de klassieke liturgie van de Kerk der eeuwen.
Golterman was van 1946 tot 1951 voorzitter van de Algemene Doopsgezinde Sociëteit (ADS). Van 1953 tot 1960 was hij voorzitter van de Doopsgezinde Zendingsraad. Van 1946 tot 1968 was hij lector aan het Doopsgezinde Seminarium te Amsterdam (practica). In 1960 werd hij lector aan de Universiteit van Amsterdam (Christendom in de twintigste eeuw, oecumene). Van 1964 tot zijn emeritaat in 1968 was hij hoogleraar Christendom in de twintigste eeuw en onderlinge verhoudingen der kerken.
Hij overleed op 92-jarige leeftijd, op 28 juli 1990 in Amsterdam.
Theologisch gezien behoorde hij tot de meer rechtzinnige vleugel van de Doopsgezinde Broederschap.

## Predikant
Willem Frederik Golterman was predikant in de volgende plaatsen:
- Makkum (c. 1933)
- Amersfoort (1936)
- Amsterdam (1942-47)

## Werken (selecties)
- De Godsdienstwijsbegeerte van S. Hoekstra Bz. Amsterdam, 1942 (diss.)
- Waar God ons aanspreekt. Amsterdam, 1948
- Geloof en geschiedenis. Amsterdam, 1948
- De kerkelijke situatie. Amsterdam, 1951
- Liturgiek. Haarlem, 1951
- Eén Heer, één kerk. Nijkerk, 1956
- Tot alle volken. Haarlem, 1959